# Anversa degli Abruzzi
Anversa degli Abruzzi est une commune italienne de moins de 1 000 habitants, située dans la province de L'Aquila, dans la région Abruzzes, en Italie méridionale.

## Monuments et patrimoine
- Le château normand
- La réserve naturelle des Gorges du Sagittaire

## Administration
| Période                                  | Période  | Identité         | Étiquette | Qualité |
| ---------------------------------------- | -------- | ---------------- | --------- | ------- |
| 14 juin 2004                             | En cours | Gianni Di Cesare |           |         |
| Les données manquantes sont à compléter. |          |                  |           |         |

## Jumelages
- Illiers-Combray (France)

### Hameaux
Castrovalva

### Communes limitrophes
Bugnara, Cocullo, Ortona dei Marsi, Prezza, Scanno, Villalago